# Gewone hoornbloem
Gewone hoornbloem (Cerastium fontanum subsp. vulgare) is een overblijvende plant uit de anjerfamilie (Caryophyllaceae).

## Determinatie
De plant wordt 5-45 centimeter hoog en heeft groene, rondom behaarde stengels. Aan de voet van de plant komen korte niet bloeiende scheuten voor. Het aan beide zijden behaarde blad is langwerpig tot eirond. De zittende, langwerpige bladeren kunnen tot 3 cm lang worden en zijn grijsgroen van kleur.

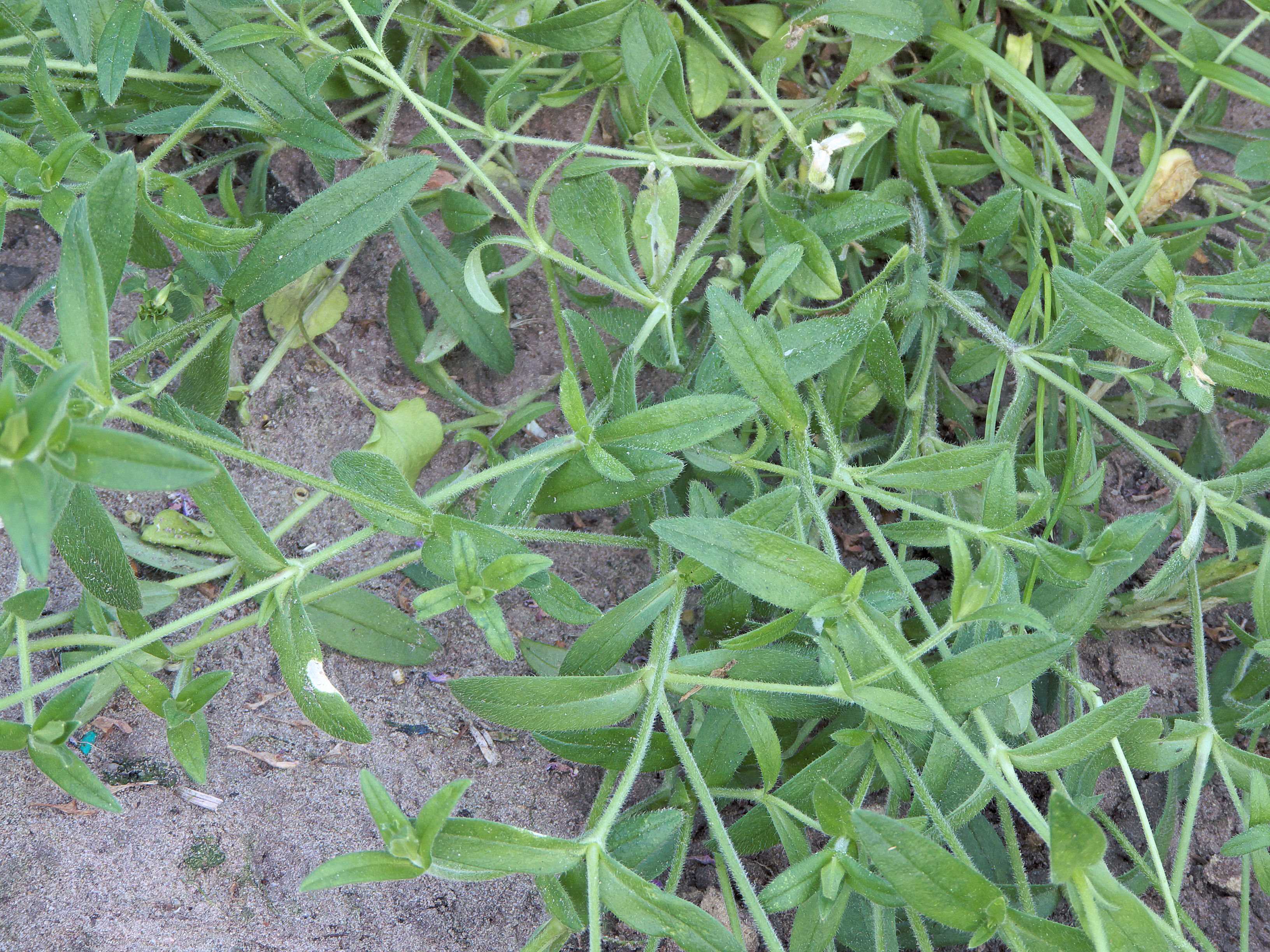
Stengels

De plant bloeit in losse groepjes van april tot de herfst met 4-10 mm grote, witte bloemen in ijle, enkelvoudig gevorkte bijschermen. Er zijn vijf, 4-7 mm lange, behaarde kroonblaadjes met twee lobben, die iets langer of iets korter dan de kelkbladen zijn. De kelkbladen hebben spitse haren.
De plant draagt een 9-12 mm lange, gekromde doosvrucht die tot tweemaal zo lang is als de kelk. Het bruine tot roestbruine zaad is 0,5-0,6 × 0,8 mm groot.

## Ecologie
De plant komt vooral voor op schaduwrijke plaatsen, langs wegen en op dijken.
Van april tot in de herfst bloeit deze plant in losse groepjes.

### Syntaxonomie
In de syntaxonomie staat gewone hoornbloem te boek als kentaxon voor de klasse van matig voedselrijke graslanden (Molinio-Arrhenatheretea), een klasse van plantengemeenschappen van matig droge tot natte, matig voedselrijke tot voedselrijke graslanden.